# NGC 6682
NGC 6682 ist ein offener Sternhaufen oder ein Asterismus im Sternbild Schild.
Entdeckt wurde das Objekt am 25. Juli 1827 von John Herschel.